# Kaczanow (chutor)
Kaczanow (ros. Качанов) – chutor w zachodniej Rosji, w sielsowiecie krupieckim rejonu rylskiego w obwodzie kurskim.

## Geografia
Miejscowość położona jest nad rzeką Obiesta, 5 km od centrum administracyjnego sielsowietu krupieckiego (Krupiec), 28,5 km od centrum administracyjnego rejonu (Rylsk), 131 km od Kurska.

## Demografia
W 2010 r. miejscowość zamieszkiwało 9 osób.